# Club Deportivo Ribadumia
El Club Deportivo Ribadumia es un equipo de fútbol español del municipio gallego de Ribadumia, en la provincia de Pontevedra. Fue fundado en 1959 y juega en la temporada 2020-21 en el Grupo I de Tercera División.

## Historia
El club se fundó en 1959, siendo su primer presidente Amadeo Serantes. En 1961 comenzó a competir en la liga de las Rías Bajas, permaneciendo en esta categoría hasta 1975, cuando pasó a Tercera Regional. En 1985 ascendió a Segunda y en la temporada 1989/90 ascendió por primera vez a Primera Regional. Estuvo solo un año en la categoría, descendiendo de nuevo a Segunda Regional al acabar la temporada. No volvería a ascender a Primera Regional hasta la temporada 1993/94.
En la temporada 2006/07 se proclamó campeón del grupo 4º de Primera Autonómica, consiguiendo el ascenso a Preferente, categoría en la que jugaría durante los siguientes siete años. En la temporada 2013/14 el equipo consigue su primer ascenso a Tercera División, tras proclamarse campeón del Grupo Sur de Preferente, con Gabriel Leis en el banquillo y liderado en el campo por Changui, autor de 32 goles. El equipo alcanzó la séptima plaza en su primera temporada en Tercera. Esa temporada se creó tambiénb el Ribadumia B, un filial para formar jugadores de la cantera, que comenzó a jugar en Tercera Autonómica Grupo 15.
Tras cinco temporadas en Tercera, el Ribadumia volvió a caer a Preferente al finalizar la temporada 2018/19, al acabar 18º. No obstante, el equipo acabó como primero del Grupo Sur en su regreso a Preferente. Venció además al Viveiro, primero del grupo Norte, proclamándose así campeón de Preferente y accediendo a la fase previa de la Copa del Rey. En dicha fase, jugada el 11 de noviembre de 2020 el equipo ribadumiense, entrenado por Luis Carro, consiguió una histórica clasificación para la Copa, derrotando en Cantabria al Miengo FC por 0-1, con gol de Diego Abal. En el sorteo de la primera ronda el equipo quedó emparejado con el Cádiz CF, de Primera División, contra el que finalmente quedó eliminado al perder por 0-2 en A Senra.

## Estadio
El equipo juega sus partidos como local en el Campo de A Senra, con capacidad para 2.000 espectadores.

## Historial

### Liga
- Temporadas en Primera División: 0.
- Temporadas en Segunda División: 0.
- Temporadas en Segunda División B: 0.
- Temporadas en Tercera División: 6.
- Trayectoria:

| Temporada | Nivel | Categoría     | Puesto |
| --------- | ----- | ------------- | ------ |
| 1988/89   | 7     | 2ª Autonómica | 3º     |
| 1989/90   | 7     | 2ª Autonómica | 1º     |
| 1990/91   | 6     | 1ª Autonómica | 12º    |
| 1991/92   | 7     | 2ª Autonómica | 14º    |
| 1992/93   | 7     | 2ª Autonómica | 4º     |
| 1993/94   | 7     | 2ª Autonómica | 2º     |
| 1994/95   | 6     | 1ª Autonómica | 17º    |
| 1995/96   | 6     | 1ª Autonómica | 13º    |
| 1996/97   | 6     | 1ª Autonómica | 4º     |
| 1997/98   | 6     | 1ª Autonómica | 4º     |
| 1998/99   | 6     | 1ª Autonómica | 8º     |
| 1999/00   | 6     | 1ª Autonómica | 6º     |
| 2000/01   | 6     | 1ª Autonómica | 7º     |
| 2001/02   | 6     | 1ª Autonómica | 9º     |
| 2002/03   | 6     | 1ª Autonómica | 15º    |
| 2003/04   | 7     | 2ª Autonómica | 1º     |
| 2004/05   | 6     | 1ª Autonómica | 14º    |

| Temporada | Nivel | Categoría     | Puesto |
| --------- | ----- | ------------- | ------ |
| 2005/06   | 6     | 1ª Autonómica | 3º     |
| 2006/07   | 6     | 1ª Autonómica | 1º     |
| 2007/08   | 5     | Preferente    | 13º    |
| 2008/09   | 5     | Preferente    | 6º     |
| 2009/10   | 5     | Preferente    | 10º    |
| 2010/11   | 5     | Preferente    | 14º    |
| 2011/12   | 5     | Preferente    | 4º     |
| 2012/13   | 5     | Preferente    | 7º     |
| 2013/14   | 5     | Preferente    | 1º     |
| 2014/15   | 4     | 3ª            | 7º     |
| 2015/16   | 4     | 3ª            | 11º    |
| 2016/17   | 4     | 3ª            | 15º    |
| 2017/18   | 4     | 3ª            | 12º    |
| 2018/19   | 4     | 3ª            | 18º    |
| 2019/20   | 5     | Preferente    | 1º     |
| 2020/21   | 4     | 3ª            | —      |

### Copa del Rey
- Participaciones en la Copa del Rey: 1 (2020-21)
- Partidos disputados:

| Temporada | Ronda                   | Fecha                   | Local        | Resultado      | Visitante    |
| --------- | ----------------------- | ----------------------- | ------------ | -------------- | ------------ |
| 2020-21   | Previa territorial      | 11 de octubre de 2020   | Viveiro CF   | 1-1 (3-4 pen.) | CD Ribadumia |
| 2020-21   | Previa interterritorial | 11 de noviembre de 2020 | Miengo FC    | 0-2            | CD Ribadumia |
| 2020-21   | 1ª Ronda                | 17 de diciembre de 2020 | CD Ribadumia | 0-2            | Cádiz CF     |